# بيره (الشوف)
بيرة هي إحدى القرى اللبنانية من قرى قضاء الشوف في محافظة جبل لبنان.